# Sukker Lyn
Lazar Lakic kendt som Sukker Lyn (født 19. november 1991 Sarajevo, Jugoslavien) er en dansk-serbisk rapper, der er det nyeste skud på stammen hos pladeselskabet CHEFF Records, der også tæller rappere som Kidd, Raske Penge, TopGunn, eloq, Abbaz og Klumben.
Hans forældre flygtede fra krigen i Jugoslavien, da han var ganske lille, derfor voksede han op på et asylcenter i Silkeborg.